# Julien Tréhu de Monthierry
Pour les articles homonymes, voir Tréhu de Monthierry.
Julien Tréhu de Monthierry est un homme politique français né le 10 novembre 1754 à Fougères (Ille-et-Vilaine) et décédé le 4 janvier 1846 à Fougères.

## Biographie
Maire de Rennes de 1788 à 1790, commissaire des guerres sous le Premier Empire, il est député d'Ille-et-Vilaine de 1817 à 1822, siégeant à gauche. Il est le père de Charles Tréhu de Monthierry.

## Sources
- « Julien Tréhu de Monthierry », dans Adolphe Robert et Gaston Cougny, Dictionnaire des parlementaires français, Edgar Bourloton, 1889-1891 [détail de l’édition] [texte sur Sycomore]